# Chambre de commerce et d'industrie d'Abbeville - Picardie maritime
La chambre de commerce et d’industrie d'Abbeville - Picardie maritime était une des trois CCI de la Somme. Son siège est situé à Abbeville.
En 2007, elle a fusionné avec la chambre de commerce et d'industrie du Tréport pour former la chambre de commerce et d'industrie du littoral normand-picard. Celle-ci fusionne à son tour en 2017 avec la CCI Côte d'Opale pour former la CCI Littoral Hauts-de-France.

## Missions
À ce titre, elle était un organisme chargé de représenter les intérêts des entreprises commerciales, industrielles et de service de l'arrondissement d'Abbeville et de leur apporter certains services. C'était un établissement public qui gère en outre des équipements au profit de ces entreprises.
Comme toutes les CCI, elle était placée sous la double tutelle du Ministère de l'Industrie et du Ministère des PME, du Commerce et de l'Artisanat.

### Service aux entreprises
- Centre de formalités des entreprises
- Assistance technique au commerce
- Assistance technique à l'industrie
- Assistance technique aux entreprises de service
- Point A (apprentissage)

### Gestion d'équipements
- Port d'Abbeville;
- Aérodrome d'Abbeville - Buigny - Saint Maclou ;
- Zones industrielles.

## Historique
6 décembre 2006 : Un décret ministériel rend possible la fusion de cette chambre avec la chambre de commerce et d'industrie du Tréport pour créer la chambre de commerce et d'industrie du littoral normand-picard.
2007 : Disparition de la chambre de commerce et d'industrie d'Abbeville - Picardie maritime.